# Anıttepe (Ömerli)
Anıttepe ist ein Dorf im Landkreis Ömerli der türkischen Provinz Mardin. Anıttepe liegt etwa 35 km nordöstlich der Provinzhauptstadt Mardin und 10 km nordöstlich von Ömerli. Anıttepe hatte laut der letzten Volkszählung 376 Einwohner (Stand Ende Dezember 2009).